# Lago Açu
Lago Açu är en sjö i Brasilien.   Den ligger i delstaten Maranhão, i den nordöstra delen av landet, 1 400 km norr om huvudstaden Brasília. Lago Açu ligger 4 meter över havet. Arean är 73 kvadratkilometer. Den sträcker sig 14,0 kilometer i nord-sydlig riktning, och 14,8 kilometer i öst-västlig riktning.
Omgivningarna runt Lago Açu är en mosaik av jordbruksmark och naturlig växtlighet. Runt Lago Açu är det glesbefolkat, med 11 invånare per kvadratkilometer.